# Eryngium strotheri
Eryngium strotheri är en flockblommig växtart som beskrevs av Lincoln Constance och Affolter. Eryngium strotheri ingår i släktet martornar, och familjen flockblommiga växter. Inga underarter finns listade i Catalogue of Life.